# The Evil Within
The Evil Within, conocido en Japón como Psycho Break (サイコブレイク Saikobureiku?) es un videojuego de terror en tercera persona el cual fue desarrollado por el estudio Tango Gameworks y publicado por la empresa Bethesda Softworks. El juego fue dirigido por el creador de la serie Resident Evil, Shinji Mikami, y se lanzó en todo el mundo en octubre de 2014 para las consolas PlayStation 3, PlayStation 4, Xbox 360, Xbox One y Microsoft Windows.
El videojuego se centra en el protagonista Sebastian Castellanos mientras es atraído por un mundo distorsionado lleno de lugares de pesadilla y criaturas horribles. Jugado en una perspectiva en tercera persona, los jugadores combaten a los enemigos desfigurados como pesadillas, incluidos los jefes, usando pistolas y armas cuerpo a cuerpo, y progresan a través de los niveles, evitando trampas, usando el sigilo y encontrando coleccionables.
The Evil Within recibió una recepción generalmente positiva en el momento de su lanzamiento; los elogios se dirigieron principalmente a los elementos de terror y a la atmósfera del videojuego, mientras que las críticas se dirigieron a la historia, los personajes y los problemas técnicos del juego. Una secuela, The Evil Within 2, fue lanzada el 13 de octubre de 2017.

## Jugabilidad
La historia para el jugador está organizada en capítulos, que los jugadores completan para avanzar a través de la historia. El videojuego se muestra desde una perspectiva en tercera persona en la que buscar materiales y aprender cuándo pelear o correr son factores clave para sobrevivir a los peligros del juego. Tales peligros incluyen: trampas para osos, trampas de alambre de púas, bombas y trampas de espinas; 'The Haunted', el enemigo más común del juego; y de 'Reborn Laura', es una criatura con múltiples extremidades, pelo largo, y reptante; Ruvik, el principal antagonista del juego; 'The Keeper', un humanoide grande con una cabeza envuelta en una caja de seguridad que maneja un gran martillo ablandador de carne; y 'Sadista', un humanoide grande con una máscara de metal con púas en la cara, empuñando una motosierra cubierta de sangre.
Sebastian Castellanos, el protagonista, necesita hacer uso del medio ambiente y de las cosas que puede encontrar para sobrevivir. El mundo del videojuego puede transformarse durante los eventos guionados y como resultado de las acciones de los jugadores, alterando ubicaciones y creando nuevas rutas o teletransportando al jugador a nuevas áreas. Castellanos debe usar artículos médicos para restaurar su salud; algunos de estos artículos causan efectos alucinógenos temporales. Mediante la recopilación de viales de "Gel Verde" ocultos durante el juego, los jugadores pueden actualizar las habilidades de Castellanos; más municiones, más resistencia y salud adicional son algunas de las mejoras posibles.
Los jugadores tienen una casa segura llamada 'Safe Haven' a la que se puede acceder durante los eventos de historia y al encontrar espejos. La casa de seguridad es un hospital psiquiátrico y tiene varias áreas accesibles como un punto de guardado, una sala de actualización (donde el jugador puede actualizar las habilidades de Sebastian) y la sala de seguridad donde se usan las llaves para abrir cajas fuertes que contienen elementos útiles como gel verde y municiones. Estas claves se recopilan encontrando y rompiendo las estatuas de 'Madonna' ocultas en todos los niveles del juego. Hay una enfermera llamada Tatiana que saluda a Sebastian cuando se teletransporta a la casa de seguridad.
El jugador tiene acceso a varias armas, como un revólver, una escopeta, un rifle de francotirador, un cuchillo, granadas y la 'Ballesta de la Agonía', un arma proyectil que dispara rayos capaces de congelar, cegar, electrocutar o explotar a los enemigos. La munición para armas es muy escasa, pero los componentes mecánicos se pueden cosechar para fabricar pernos adicionales. Una fuente de componentes, bombas, son trampas que reaccionan a la proximidad o movimiento del jugador. Las bombas pueden pegarse a las paredes o al piso, en cofres y en máquinas expendedoras. Las bombas se pueden desarmar a través de un minijuego. El combate cuerpo a cuerpo está diseñado solo para crear distancia entre el jugador y los enemigos, aunque el jugador puede matar instantáneamente a algunos enemigos desprevenidos después de escabullirse detrás de ellos. Los enemigos derribados o incapacitados son capaces de revivir; para evitar esto, los jugadores pueden prender fuego al enemigo caído usando un suministro limitado de cerillas para derrotarlos permanentemente. Ciertos elementos del entorno, como botellas, pueden arrojarse para aturdir o distraer a los enemigos.
Hay siete tipos diferentes de coleccionables en The Evil Within: Los 'Documentos personales'; El registro personal de Sebastian, que detalla su vida como detective y su vida con su esposa y su hija. 'Documentos'; los registros personales de otros personajes. 'Fragmentos del mapa'; piezas del mapa del juego; una vez recogidos, se almacenan en la casa de seguridad. 'Periódicos'; periódicos que detallan eventos que conciernen o involucran a Sebastian. 'Carteles de personas desaparecidas'; carteles de personajes que Sebastian encuentra a lo largo del juego que han sido reportados como desaparecidos. 'Cintas de Audio'; cintas que contienen una grabación que se puede reproducir y que son grabadas por los personajes a través del juego. Los coleccionables se pueden encontrar en niveles propios o en la casa de seguridad.
El jugador desbloquea varios bonos para completar el juego. Armas extra, modelos de personajes y biografías, dificultad 'AKUMU' (el nivel de dificultad más difícil del juego) y Nuevo juego + son algunos de los desbloqueables.

## Argumento
El protagonista de esta historia es el [detective] veterano de la policía [Sebastian Castellanos], en alianza con sus compañeros Julieta Kira y Joseph Oda, en contra de la aparición Rubik [antagonista].
Mientras investigaban la escena de un horripilante asesinato masivo en el Hospital Mental De Krimson City, el detective de la policía Sebastián Castellanos, su compañero Joseph Oda y la joven detective Juli Kidman se encuentran repentinamente arrojados a un mundo irreal, después de escuchar un ruido agudo. Poco después de que esto ocurra, Sebastián se separa de sus compañeros y se ve obligado a huir de un monstruo que maneja una motosierra. Al reunirse con sus colegas, intentan escapar en ambulancia, mientras que la ciudad Krimson es destruida y reorganizada por un terremoto masivo, que eventualmente los hace colapsar. Librándose de los restos, Sebastián deambula por bosques antinaturales y edificios abandonados llenos de criaturas monstruosas, y es testigo de la aparición de un hombre desfigurado en una capucha blanca. Atrapado en el mundo de las pesadillas, Sebastián se encuentra con uno de los médicos del Hospital Mental de Krimson, el Dr. Marcelo Jiménez, que está buscando a su paciente, Leslie Withers. Jiménez identifica al extraño encapuchado que los acecha como Rubik.
Sebastián finalmente se reúne con Joseph, aunque pronto se revela que Joseph sufre una extraña forma de transformación que lo lleva a una furia asesina. Aunque puede controlarlo en su mayor parte, Joseph le advierte a Sebastián que tenga cuidado con él si se da vuelta. Los dos finalmente encuentran y rescatan a Kira de ahogarse en un artilugio crudo, aunque pronto son separados de nuevo después de escuchar el ruido agudo.
En otros lugares, Kira se ve obligada a revivir los recuerdos de su adoctrinamiento en una organización conocida como Mobius. Se revela que Kira es en realidad un agente encubierto, enviado por Mobius para recuperar a Leslie de Jiménez, aparentemente como palanca para forzar a Jiménez a seguir trabajando para ellos. Jiménez había estado trabajando con Mobius en un proyecto conocido como STEM, una máquina capaz de unir mentes en una sola, con una mente influyente en su centro. Jiménez activó STEM sin el permiso de Mobius, señalado por el ruido agudo, pero Mobius lo anticipó y entrenó a Kidman para navegar en el mundo de STEM y recuperar a Leslie.
Sebastián se entera de la historia de Rubik, nacido Rubén Victoriano, a través de varios recuerdos en los que Rubik lo ubica. Rubén era un niño intelectualmente talentoso pero mentalmente inestable, y estaba cerca de su hermana, Laura. Mientras jugaban en un granero en la finca de su familia, Laura fue asesinada y Ruben sufrió quemaduras severas después de que el granero fue incendiado como un acto de venganza contra sus padres. El padre de Ruben comenzó a esconderlo en el sótano de la casa de la familia. Profundamente traumatizado por la muerte de Laura, Ruben finalmente mató a sus padres, tomó el control de su fortuna y continuó "donando" dinero al Hospital Mental De Coatepec a cambio de sujetos de prueba para sus experimentos en la psique humana.
Rubik comenzó a diseñar STEM como un medio para remodelar la realidad, para poder viajar físicamente a sus recuerdos y vivir su vida nuevamente con Laura. Jiménez luego se dio cuenta del trabajo de Rubik y se lo reveló a Mobius, que deseaba usarlo para sus propios fines. Sin embargo, con la máquina calibrada solo para trabajar con Rubik como su centro, Mobius se vio obligado a usar el cerebro de Rubik después de matarlo, lo que permitió a Ruvik mantener el control del mundo STEM. Kira se da cuenta de que, de hecho, Mobius quiere que el dócil Leslie sea un reemplazo para el cerebro de Rubik, una mente de 'pizarra en blanco' fácilmente manipulable, que pueden usar para alimentar STEM y crear un mundo de su propio diseño.
Cuando el Dr. Jiménez, ayudado por Sebastián, intenta usar a Leslie para regresar a la realidad, se da cuenta de que Rubik quiere transferir su mente a un anfitrión compatible y escapar al mundo real. Una bestia creada a partir del subconsciente de Rubik mata a Jiménez, y Rubik dispersa al grupo por su mente. Kira encuentra a Leslie primero, y está a punto de dispararle para evitar que Rubik lo use como anfitrión, cuando Sebastián y Joseph intervienen, lo que la obliga a dispararle a Joseph, antes de que Rubik los separe de nuevo. Kira intenta desesperadamente ponerse en contra de Mobius, pero se da cuenta de que le han dado un suero que le permitió a Mobius viajar al mundo de STEM con ella.
Sebastián encuentra a Leslie, y lo guía de regreso al hospital. En la parte superior del faro, ve su propio cuerpo en una bañera conectada a la máquina STEM. Kira llega e intenta convencer a Sebastián de que Leslie tiene que morir. Rubik los interrumpe, agarra a Leslie y lo absorbe.
Sebastián lucha contra una criatura gigantesca creada a partir del subconsciente de Rubik y la derrota, despertando en la bañera. Se saca de la máquina, saca el cerebro de Rubik del STEM y lo aplasta. Se despierta en la bañera de nuevo con Kira a su lado, vigilándolo a él y a Joseph, que está inconsciente en una segunda bañera junto a él; Kira hace un gesto para que Sebastián se quede callado. Sebastián cae inconsciente, y luego se despierta en la misma bañera, sin nadie a excepción de los cuerpos de Jiménez y Connelly. Cuando llegan refuerzos de la policía y del SWAT, Sebastián sale del hospital y se da cuenta de que Leslie sale por las puertas principales. Sebastián tiene un breve dolor de cabeza, un signo de la influencia de Rubik en los sujetos dentro del STEM, lo que le hace perder de vista a Leslie. Está implicado que Rubik ha regresado al mundo real.

## Desarrollo
The Evil Within comenzó a desarrollarse a finales del año 2010 bajo el nombre clave "Proyecto Zwei". El creador de Resident Evil, Shinji Mikami, fue el director del videojuego, y su desarrollo se realizó en su estudio Tango Gameworks. El estudio fue comprado por ZeniMax Media en 2010, poco después de que comenzara el desarrollo. Mikami dijo que quería hacer un videojuego de horror de supervivencia ya que creía que los juegos de terror contemporáneos se basaban más en la acción que en la supervivencia.
El juego se anunció en abril de 2013. Creyendo que los tropos del horror de supervivencia se habían vuelto predecibles con el tiempo, el diseño intenta deliberadamente hacer que el jugador se sienta impotente al tomar lugar en espacios confinados, limitando la munición y presentando casi invencibles enemigos que lo obligan a correr y esconderse durante el combate. El director de arte Naoki Katakai dijo que el concepto de diseño de enemigos, como aquellos envueltos en alambre de púas o llenos de fragmentos de vidrio, es que son víctimas que sufren bajo un mal mayor. El manicomio en sí estaba inspirado en la Winchester Mystery House, una mansión californiana famosa por sus curiosidades arquitectónicas. The Evil Within se basa en el id Tech 5 modificado por Tango Gameworks con un nuevo renderizador dinámico que permite la iluminación dinámica del juego. También se agrega teselación. El 15 de abril de 2013, y en los días siguientes, Bethesda Softworks reveló una serie de videos crípticos breves que provocan el nuevo juego, lo anunciaron oficialmente el 19 de abril de 2013, revelando el título, las plataformas en las que se lanzará y un tráiler de acción en vivo. Se lanzó un segundo avance el 17 de septiembre de 2013 y se reveló un video de juego ampliado el 27 de septiembre de 2013. Bethesda anunció que el juego se había convertido en oro el 25 de septiembre de 2014.

## Lanzamiento
The Evil Within se lanzó en octubre de 2014. En Japón, el juego se lanzó como Psycho Break. La versión japonesa tuvo que eliminar el contenido relacionado con el gore para recibir una calificación de contenido D (lo que permite su venta a clientes de 17 años de edad o más) para evitar limitar su audiencia potencial; este contenido se puede restaurar mediante un DLC opcional.
Warner Bros. Movie World en Queensland, Australia, creó un laberinto poblado con personajes de la vida real del juego como parte de su evento anual Fright Nights para promocionar el juego. Antes del lanzamiento del juego, Titan Comics lanzó una miniserie de cuatro partes antes de los eventos del juego principal The Art of the Evil Within, un libro que recopila arte conceptual y material detrás de escena del juego, fue lanzado por Dark Horse Comics junto con el videojuego el 14 de octubre de 2014.
El juego también presenta misiones de contenido descargable (DLC) que presentan a Juli Kidman y al enemigo, el Guardián, como personajes jugables. Una campaña basada en la historia después de Kidman se lanzó como dos paquetes de DLC separados, que introdujeron nuevos enemigos, ubicaciones y se centran en misterios sin resolver del juego principal. El primero de los dos DLC, titulado The Assignment fue lanzado en todas las plataformas en marzo de 2015 en todo el mundo, mientras que The Consequence lo siguió en abril de 2015. El contenido final del DLC, The Executioner, sigue el personaje llamado El Guardián a través de una serie de niveles basados en la misión de rescatar a su hija perdida en el sistema Stem, brindando al jugador una jugabilidad con objetivos sádicos. El contenido permite a los jugadores jugar en una perspectiva en primera persona y fue lanzado el 25 de mayo de 2015. The Evil Within se utiliza prominentemente en cosplay.

## Recepción

### Respuesta crítica
The Evil Within recibió críticas generalmente positivas de los críticos luego de la publicación. El sitio web de revisión Metacritic dio 79/100 a la versión de Xbox One basada en 24 revisiones, la versión de PlayStation 4 un 75/100 basada en 65 revisiones y a la versión de Microsoft Windows un 68/100 basada en 18 revisiones.
Computer and Video Games (CVG) lo describieron como "el juego que Resident Evil 5 debería haber sido", aunque criticaron algunos problemas técnicos. A VideoGamer.com le gustaron los tiroteos y el horror, pero le desagradó la historia y su ritmo, y dijo: "The Evil Within tiene la magia suficiente para que sea una inversión digna". Destructoid dijo: "[El juego] definitivamente rasguñará la picazón de alguien que ha estado anhelando un regreso a los viejos tiempos de los videojuegos, pero todos los demás que han llegado a esperar que cierta capa de polaco probablemente no sea divertido." Philip Kollar de Polygon resumió sus pensamientos diciendo: "tiene grandes momentos donde el excelente combate y el diseño ambiental espeluznante se unen. Pero esos momentos son fugaces, inevitablemente sacados de su delicioso terror por elecciones de diseño que se sienten atrapadas en los días de gloria de hace una década".
Ashley Reed de GamesRadar le dio al juego un 3.5/5, elogiando el videojuego por proporcionar innovación y una historia que mantiene al jugador involucrado. A pesar de que le gustaba sobre todo el juego, Reed recibió varias críticas, diciendo: "The Evil Within tropieza en demasiados lugares como la obra maestra de Mikami. Fuerza artificialmente a los jugadores a enfrentar situaciones de combate más veces de las que se pueden ignorar, las tramas y los temas con gran promesa terminan chisporroteando de manera desalentadora. Sin embargo, sería un error descartar todas las cosas que hace bien. Entre un festival sangriento que es completamente absorbente, increíbles sensaciones de triunfo creadas por la dificultad imponente, y una trama que llega a el núcleo de algunos temas muy inquietantes, The Evil Within trae lo suficiente a la mesa que merece un sabor".
Lucy O'Brien de IGN le dio un puntaje positivo de 8.7 sobre 10 en su revisión del juego. Ella elogió la jugabilidad y el horror del juego, pero criticó al aburrido protagonista, Sebastian, y a la trama floja y enrevesada, afirmando que "mientras que su historia termina doblándose bajo su propia ambición, hay poco aquí que le quita la alegría de experimentar horror de supervivencia bajo las manos firmes de un maestro de la artesanía".
Christopher Livingston de PC Gamer hizo una crítica mixta, alabando las porciones de supervivencia del juego, el ambiente tenso y a menudo emocionante, el sigilo satisfactorio, las secuencias de acción emocionantes, así como el entorno bien detallado, pero criticando el reciclado, y muy a menudo, que no hay jefes temibles, los modelos de personajes pobres, pop-ins de textura tardía, control lento, ángulos de cámara frustrantes, opciones de video limitadas y una mala decisión sobre la relación de aspecto. Afirmó que todos estos problemas técnicos han arrastrado a The Evil Within de un desafío agradable e innecesariamente frustrante.
Tim Turi de Game Informer elogió su alto valor de repetición, sustos de salto, iluminación bien ejecutada, mundo oscuro e impredecible, así como los sonidos de los enemigos, pero criticando la textura distraída y la historia decepcionante. Él resumió el juego como "una experiencia desconcertante que mantiene las palmas de las manos sudorosas mientras ofrece una prueba de juego tremendamente gratificante".
Shaun McInnis de GameSpot habló bien de su ambiente llamativo, combate tenso que fomenta el ingenio y el sistema de progresión de habilidades gratificante, pero criticando la historia absurda y los personajes olvidables, el sistema de autoguardado y algunas frustrantes peleas de jefes.
A medida que la relación de aspecto del juego recibió críticas, se lanzó un parche el 23 de junio de 2015 que permite a los jugadores jugar el juego en pantalla completa.

## Ventas
The Evil Within fue el segundo videojuego más vendido en el Reino Unido para todos los formatos durante la semana de su lanzamiento. En los Estados Unidos, el juego fue el tercer juego más vendido de octubre de 2014. El juego estableció el récord del primer mes de ventas de mayor venta para una nueva propiedad intelectual de horror de supervivencia (IP), pero el récord fue roto más tarde por Dying Light, cuando se lanzó en enero de 2015.

## Secuela
En la E3 2017, Bethesda reveló el tráiler de una secuela, The Evil Within 2. El videojuego tiene lugar tres años después de los eventos del juego original y contará con la vuelta de Sebastian a STEM para buscar a Lily, su hija muerta. El juego fue lanzado el 13 de octubre de 2017 para PC, PlayStation 4 y Xbox One. El paquete Last Chance se anunció como un bono de reserva anticipada el 19 de julio de 2017 e incluye una pistola exclusiva, algunos artículos de artesanía y algunos artículos de curación. Es similar a The Fighting Chance Pack del primer videojuego.